# Platani
Der Platani ist ein Fluss in Sizilien. Er hat zwei Quellflüsse in den Sikanischen Bergen: Einer entspringt bei Santo Stefano Quisqina und durchquert das Gebiet von Castronovo di Sicilia, der andere entspringt in der Nachbargemeinde Lercara Friddi.
Entsprechend nennt man sie auch Platani von Castronovo und Platani von Lercara Friddi. Sie fließen an der Grenze des Freien Gemeindekonsortiums Agrigent und der Metropolitanstadt Palermo zusammen.
Der vereinte Platani fließt dann noch 84 km bis zum Meer. Er durchquert das Freie Gemeindekonsortium Agrigent und bildet streckenweise die Grenze zwischen den Freien Gemeindekonsortien Agrigent und Caltanissetta. Er mündet beim Naturschutzgebiet Capo Bianco in der Nähe der archäologischen Fundstätten von Herakleia Minoa in die Straße von Sizilien.

## Geschichte
In der Antike hatte der Platani den Namen Halykos. Das ist Altgriechisch und heißt: gesalzen oder der Salzige. Diesen Namen bekam der Fluss, da er lange Stecken über Salzvorkommen fließt. Auch heute noch wird er von den Einheimischen der salzige Fluss (fiume salato) genannt – im Gegensatz zu seinem Zufluss Turvoli, welcher der süße Fluss (fiume dolce) genannt wird.
Der Halykos bildete ab 338 v. Chr. über längere Zeit die Grenze zwischen den Interessenssphären der Karthager und der Griechen. Sie hatten dort auch Flotten stationiert. Zu jener Zeit waren große Teile des Platani schiffbar, und der Fluss war fischreich. Späterhin war die Flussebene mit Malaria verseucht. Heute sind die Gebiete von der Malaria befreit.
Durch den Schwefelabbau in der Gegend von Cammarata wurde der Fluss sehr mit Umweltgiften belastet. Seit Schließung der Schwefelminen erholen sich Flora und Fauna zunehmend.

## Zuflüsse
- Fiume Gallo d’Oro
- Fiume Belici
- Fiume Barbarigo
- Vallone Tumarrano
- Vallone della Terra
- Fiume Turvoli
- Vallone Gassegna
- Vallone Garifo
- Vallone Caculigommero
- Vallone del Palo
- Vallone Sparti Prenti
- Vallone Morella